# Beni Messous
Beni Messous est une commune de la wilaya d'Alger en Algérie, située dans la proche banlieue ouest d'Alger.

## Situation
Le territoire de la commune de Béni Messous est situé au nord de la wilaya d'Alger, à environ 8 km à l'ouest d'Alger.
| El Hammamet | El Hammamet           | Bouzareah               |
| Aïn Benian  | Beni Messous          | Bouzareah               |
| Cheraga     | Cheraga, Dely Ibrahim | Bouzareah, Dely Ibrahim |

## Transport
La commune est liée par plusieurs lignes de transport urbain privées et publiques :
- 2 lignes de l'ETUSA : 21 (Bouzareah - Sidi Youcef), 59 (Chevaley - Beni Messous - Sidi Youcef)

## Urbanisme
Le village indigène s'est constitué sur la rive gauche de l'Oued Béni Messous près du mausolée de Sidi Ben Sellam. À la fin du XIXe siècle, un dépôt de mendicité et un orphelinat sont créés non loin sur la route qui mène à Aire de France. Le site deviendra ensuite un hospice puis un hôpital et un site militaire, le camp Basset est créé non loin.

### Beni Messous
Dans les années 1940, les premières écoles, bâtiments administratifs et maisons européennes sont construites le long de la route qui mène à Sidi Youcef. Ce n'est qu'à partir des années 1979 premiers coopérative Houari Boumedien 
C'est durant les années 1980 que l'urbanisme de Beni Messous subit une grande mutation, avec la réalisation d'un premier lotissement nommé "Aissat Idir", puis, dans les années 1990, grâce à la coopérative Ennour, le tout premier grand ensemble voit le jour.

### Sidi Youcef
Sur la rive droite de l'Oued Béni Messous sur la route de Bouzareah s'est constituée l'agglomération secondaire de Sidi Youcef qui s’étire sur près de 3 km le long du CW45.

## Histoire
Dès la colonisation française, les premiers martyres sont de la région ou les premiers colons s'installèrent à Beni Messous. En 1847 le Général Bugeaud signa la création des trois communes Bouzareah, Cheraga et Dely Ibrahim où Beni Messous était alors une tribu limitrophe.
En 1959 lorsque est créé le Grand-Alger, Beni Messous fera partie avec Air de France et Dely Ibrahim du 7e arrondissement de la ville administré par El Biar.
Après l'indépendance en 1963, elle sera détachée du Grand-Alger pour être intégrée à la commune de Cheraga.
Ce n'est qu'en 1984 que la commune de Beni Messous est créée.

## Démographie
| 1987   | 1998   | 2008   |
| ------ | ------ | ------ |
| 10 389 | 17 490 | 36 190 |

## Enseignement

### Enseignement primaire, moyen et secondaire
La commune compte 9 écoles primaires publics :
- école Hadj-Tigrine
- école Gharnata
- école Sidi Youcef
- école Abbès Laghrour
- école Aissat Idir
- école El Arbi Ben Mehidi
- école 1er novembre 1954
- école Aldjawhara Athamina
- école Albanafsadj
- école Sidi Essaadi

3 collèges d'enseignement moyen publics (CEM)
- CEM Beni Messous Nouvelle, CEM La Ferme Ben Haddadi, CEM Sidi Youcef.

2 lycées public :
- lycée Abdelkrim Souissi.
- lycée Ourida Meddad .

### Formation professionnelle
- 1 centre de formation professionnelle de Beni Messous

### Université
- Annexe de l'Université Alger 2, département des langues étrangères